# Caroline Hazard

Caroline Hazard

Caroline Hazard (* 10. Juni 1856 in Peace Dale, Rhode Island; † 19. März 1945 in Santa Barbara, Kalifornien) war eine US-amerikanische Pädagogin, Philanthropin und Autorin. Sie war die fünfte Präsidentin des Wellesley College.

## Leben und Werk
Hazard war das zweite von fünf Kindern des Industriellen Rowland Hazard II und Margaret A. Rood. Sie besuchte die Mary A. Shaw School in Providence, wurde zehn Jahre lang privat von Professor Lewis Diman von der Brown University unterrichtet und erhielt dann Privatunterricht, als sie durch Europa reiste. Nach Abschluss ihrer formalen Ausbildung kehrte sie nach Peace Dale zurück. Als junge Frau blieb sie zu Hause und widmete einen Großteil ihrer Zeit dem Schreiben von Gedichten. Sie veröffentlichte ihren ersten Band, Narragansett Ballads, interessierte sich für die Geschichte von Rhode Island und seinen Vorfahren und produzierte eine Reihe von Bänden über lokale Geschichte. Sie führte auch Wohlfahrtsprogramme insbesondere für die Kinder der Mitarbeiter der Peace Dale Manufacturing Company ihres Vaters durch.

### Präsidentin des Wellesley College
Als Julia Irvine 1899 als Präsidentin des Wellesley College zurücktrat, wurde Hazard von ihrer Freundin Alice Freeman Palmer für diese Position empfohlen. Sie trat am 8. März 1899 die Nachfolge von Irvine als Präsidentin an und war die erste Präsidentin, die offizielle mit einer Feier eingeführt wurde. In ihrer Antrittsrede sprach sie über die sich verändernde Rolle von Frauen in der Gesellschaft, die Notwendigkeit, Emotionen und Intellekt in Einklang zu bringen, und ihre neuen Verantwortlichkeiten. Sie beauftragte den bekannten Landschaftsarchitekten Frederick Law Olmsted Jr. mit der Entwicklung des Wellesley College-Geländes. Unter ihrer Schirmherrschaft und mit ihrer persönlichen finanziellen Unterstützung wurden eine Reihe von Gebäuden errichtet: das Observatorium und das Observatoriumshaus, die Schlafsäle des Hazard Quadrangle und die Bibliothek. Diese Gebäude sowie ihr späteres Haus in Peace Dale waren mit einer Jakobsmuschel markiert, einem persönlichen Symbol in Anlehnung an ein Gedicht von Sir Walter Raleigh. Während ihrer Amtszeit verdoppelten sich die Einschreibungen am College, durch Spendenaktionen und persönliche Spenden wurden die akademischen Abteilungen erweitert und die Gehälter der Fakultäten erhöht. Aus gesundheitlichen Gründen ging sie 1910 in den Ruhestand, war aber bis 1927 als Treuhänderin am Wellesley College tätig. Sie baute im selben Jahr das "Scallop Shell" -Haus in Peace Dale als ihren neuen Hauptwohnsitz.
Sie unterhielt auch einen Wohnsitz in Santa Barbara, wo sie überwinterte. 1918 nahm sie nach dem Tod ihres Bruders Rowland seinen Platz im Vorstand des Santa Barbara Museum of Natural History ein und spendete Land für die Gebäudeerweiterung. Sie leitete auch eine Initiative zum Kauf von Land, das später Teil des Missionspark, Santa Barbara wurde. Sie veröffentlichte weiterhin Gedichte und Essays bis in ihre 70er Jahre.

### Ehrungen
Sie erhielt Ehrentitel von zahlreichen Institutionen, 1899 von der University of Michigan und den ehrenamtlichen LL.D. von der Brown University, den LL.D. 1925 vom Wellesley College, 1931 vom Mills College und 1905 von der Tufts University.
2010 wurde sie in die Rhode Island Heritage Hall of Fame aufgenommen.

## Veröffentlichungen (Auswahl)
- A Record of The Exercises Attending The Inauguration Of Caroline Hazard, Litt. D., As President Of Wellesley College, Iii October Mdcccxcix.,2012, ISBN 978-1275161139.
- Songs in the Sun, Houghton Mifflin company, 1927.
- Hymns and Anthems Sung at Wellesley College, in Short Poetry Collection 190.
- Ye Shepherds Leave Your Flocks, in Christmas Carol Collection 2014.
- Narragansett Ballads With Songs and Lyrics, University of Michigan Library, 2009.
- Brief Pilgrimage in the Holy Land (Gorgias Historic Travels in the Cradle of Civilization, Band 23), 2010, ISBN 978-1607242703.
- Thomas Hazard Son Of Robt Call: A Study of Life in Narragansett in the Xviiith Centu, 2019, ISBN 978-0530207568.